# Udo d'Alvensleben (homme politique)
Ne doit pas être confondu avec Udo d'Alvensleben (historien).
Pour les articles homonymes, voir Alvensleben.
Udo-Gérard-Ferdinand d'Alvensleben (né le 4 mai 1895 à Falkenberg et mort le 6 janvier 1970 à Wienhausen) est un avocat allemand dans le gouvernement local, homme politique (DNVP, NSDAP) et dirigeant SA.

## Biographie
Alvensleben est le fils d'un propriétaire de manoir de la famille noble d'Alvensleben. Après avoir passé l'examen d'inscription à l'Académie de chevalerie de Brandebourg, il commence immédiatement à étudier le droit aux universités d'Édimbourg et de Heidelberg en 1913. En 1914, il devient membre du Corps Saxo-Borussia Heidelberg. Après le déclenchement de la Première Guerre mondiale, il effectue sans interruption son service militaire, à partir de 1915 comme officier. Après la fin de la guerre, il reprend brièvement ses études en 1920/21 aux universités de Berlin et de Munich. De 1920 à 1923, il effectue également un apprentissage agricole puis gère le domaine de son père jusqu'en 1930. Le manoir d'Arensdorf a une superficie de 859 ha dans cette phase autour de la grande crise économique. Il termine ensuite ses études de droit à Berlin en 1933 avec l'examen d'externat juridique. Le manoir Falkenberg avec 885 ha, son héritage ultérieur, est en revanche géré jusqu'à la fin de sa vie par son père, le directeur de la chevalerie Joachim (1856-1932)
Il est politiquement actif de 1922 à 1927 avec le DNVP et de 1923 à 1930 avec le Stahlhelm. Alvensleben dirige aussi parfois une association militaire secrète Ostmark, son adjoint étant le voisin Harald (comte) von Brünneck-Trebnitz (1880-1958). Le 1er septembre 1930, Alvensleben rejoint le NSDAP (numéro de membre 302 777), pour lequel il est directeur de base à Falkenberg de 1932 à 1933. À partir de 1936, il est chef d'arrondissement provisoire et président du parti d'arrondissement pour le parti de Schlochau. Début novembre 1930, il rejoint la SA et s'élève dans cette organisation nazie en avril 1935 au rang de SA Oberführer.
Alvensleben travaille à partir de mai 1933 à titre provisoire et à partir de novembre 1933 officiellement comme administrateur de l'arrondissement de Lübben (de) dans la province de Brandebourg, puis à partir de juin 1935 à titre de remplacement et de novembre 1936 officiellement dans l'arrondissement de Schlochau dans la province de Poméranie, et ensuite d'avril 1940 à septembre 1942 dans l'arrondissement de Minden (de) dans la province de Westphalie. Après plusieurs mois d'attente, en mai 1943, il commence à travailler pour la direction prussienne de la construction et des finances à Berlin et travaille plus tard pour le gouvernement à Lunebourg jusqu'à sa retraite début décembre 1944.
Alvensleben est membre du département d'État de Poméranie-Orientale de l'Association de la noblesse allemande, fondée en 1874, avec sa résidence principale à l'époque à Schlochau, Grenzmark.